# Hermannia rigida
Hermannia rigida är en malvaväxtart som beskrevs av William Henry Harvey. Hermannia rigida ingår i släktet Hermannia och familjen malvaväxter. Inga underarter finns listade i Catalogue of Life.